# Xorides sapporensis
Xorides sapporensis là một loài tò vò trong họ Ichneumonidae.